# Dessa da Sérvia
Dessa (em grego medieval: Δέσε; romaniz.: Dése; em sérvio: Деса), também conhecido como Filho de Uresis (em sérvio: Урошевић; romaniz.: Urošević), foi um príncipe sérvio da Ráscia (na atual Sérvia). Era filho de Uresis I. Durante o reinado de seu irmão Uresis II, em 1149 , participou da guerra de conquista da Dóclea. Aproveitando-se da campanha militar bizantina contra os normandos de Guilherme I, Uresis II tinha atacado a Dóclea governada pelo príncipe Radoslau e sujeitado muitas cidades. O imperador bizantino Manuel I Comneno, do qual Radoslau era vassalo, paralisou a luta contra os normandos e dirigiu as próprias tropas para a Dóclea para interromper a disputa. Em 1150, a armada bizantina reconquistou a Dóclea e restaurou o legitimo soberano, e prosseguiu avançando até a Ráscia. Uresis II foi deposto e substituído por Dessa, não obstante ele tivesse tomado parte da guerra.

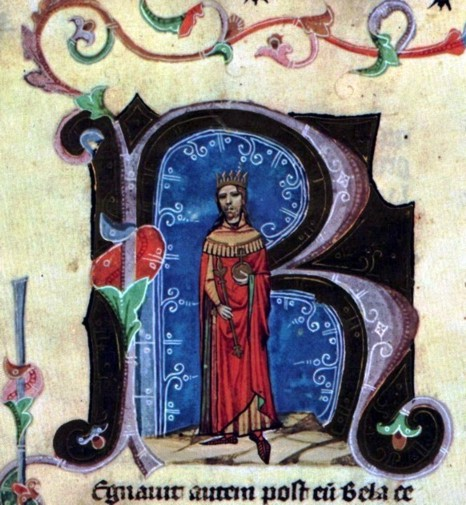
Béla o Cieco Rei de Hungria

Uresis II, porém, perdoou o imperador e se empenhou em fornecer tropas sérvias para as suas futuras campanhas militares. Assim, Manuel I consentiu um retorno de Uresis ao trono. Na Hungria reinava Géza II, filho de Béla II, o Cego e de Helena da Ráscia, irmã de Uresis II e Dessa. Géza tinha subido ao trono ainda criança sob a regência do príncipe Beluses, um outro irmão de Uresis II e Dessa. Entre a Hungria e a Ráscia, na época em que na Ráscia reinava Uresis I, existia uma forte aliança, desejada pelos nobres e pelo povo. A Hungria tinha participado da fracassada conquista da Dóclea e, em 1151, Manuel I também declarou guerra aos húngaros. Uresis II, que tinha jurado fidelidade ao Império Bizantino, não podia prestar ajuda ao neto Géza que foi derrotado pelo exército de Constantinopla.
A politica bizantinófila de Uresis se tornou intolerável para a nobreza que era ligada à Hungria, e em 1155 Uresis II se viu tomado por uma revolta na corte. Dessa foi novamente nomeado Grão-Príncipe da Ráscia, mas de novo deposto pelo Imperador Manuel que preferia ter sobre o trono o leal Uresis II. Em troca, Dessa obteve o poder de administrar a região de Dendra.

## A atividade diplomatica

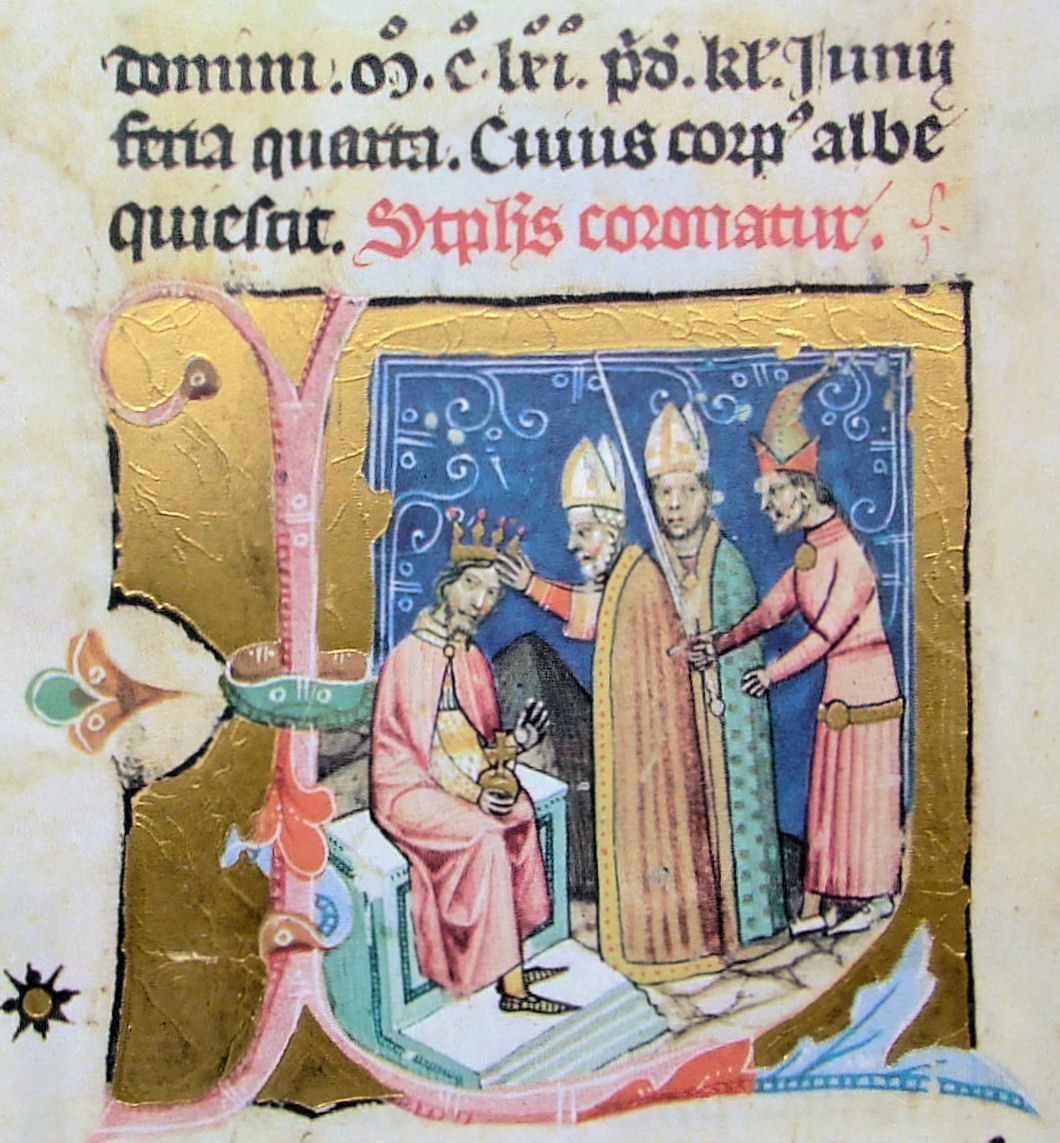
Estêvão III da Hungria

Uresis II governou por longo tempo com o favor bizantino, mas ao longo dos anos a sua política foi considerada independente demais por Manuel I Comneno. Em 1162, o imperador decidiu derrubá-lo e colocar Dessa no trono da Ráscia mais uma vez.
No mesmo ano, Géza II da Hungria morreu deixando dois filhos: Estêvão e Béla. Abriu-se uma disputa dinástica na qual entrou também o Império Bizantino que pôs sobre o trono húngaro Ladislau, filho de Béla II, o Cego que vivia em Constantinopla, destronando o jovem Estêvão III. Com a morte de Ladislau, Manuel I nomeou rei seu irmão menor Estêvão IV, que não foi reconhecido pela nobreza nem pela igreja. Estêvão foi presado e mandado para Constantinopla, e sobre o trono húngaro passou a reinar o legítimo sucessor de Géza II, seu filho Estêvão III.
Manuel I decidiu em 1163 entrar com seu exército na Hungria para reconduzir Estêvão IV sobre o trono, e convocou Dessa a unir-se a ele em Niš com as seus exércitos para atacar juntos. Dessa tinha preferência pela parte do legitimo soberano húngaro, mas foi coagido a consentir com as demandas imperiais. Encontrado com o imperador, conseguiu convencê-lo a desistir de prosseguir a campanha, e Manuel assinou um tratado de paz com Estêvão III abandonando seu filho Estêvão IV.

## Fim do reinado
Manuel I Comneno decidiu reorganizar os principados balcânicos que eram vassalos do Império Bizantino. Em 1165, estabeleceu que a Ráscia fosse um feudo do príncipe Nêmania que reinava sobre a região de Toplica e do riacho Ibar. A Ráscia tinha sempre tido uma posição predominante sobre outros principados sérvios, e por isso Dessa se rebelou contra a decisão imperial. Manuel I, então, decidiu destituí-lo: para seu posto nomeou como grão-príncipe Estêvão Tihomir, irmão de Nêmania, repristinando a supremacia da Ráscia sobre as regiões sérvias em volta.